# Sporidesmium campiniae
Sporidesmium campiniae är en svampart som beskrevs av Rambelli 1958. Sporidesmium campiniae ingår i släktet Sporidesmium, ordningen Pleosporales, klassen Dothideomycetes, divisionen sporsäcksvampar och riket svampar.   Inga underarter finns listade i Catalogue of Life.